# لونغريتش
لونغريتش هي بلدة، في أستراليا، تقع في كوينزلاند، هي عاصمة Longreach Region ‏، بلغ عدد سكانها 2,970  نسمة وذلك حسب إحصائيات سنة 2016، رمزها البريدي هو 4730.

## المناخ
يظهر الجدول التالي التغييرات المناخية على مدار السنة للونغريتش:
| البيانات المناخية لـلونغريتش      | البيانات المناخية لـلونغريتش | البيانات المناخية لـلونغريتش | البيانات المناخية لـلونغريتش | البيانات المناخية لـلونغريتش | البيانات المناخية لـلونغريتش | البيانات المناخية لـلونغريتش | البيانات المناخية لـلونغريتش | البيانات المناخية لـلونغريتش | البيانات المناخية لـلونغريتش | البيانات المناخية لـلونغريتش | البيانات المناخية لـلونغريتش | البيانات المناخية لـلونغريتش | البيانات المناخية لـلونغريتش |
| الشهر                             | يناير                        | فبراير                       | مارس                         | أبريل                        | مايو                         | يونيو                        | يوليو                        | أغسطس                        | سبتمبر                       | أكتوبر                       | نوفمبر                       | ديسمبر                       | المعدل السنوي                |
| --------------------------------- | ---------------------------- | ---------------------------- | ---------------------------- | ---------------------------- | ---------------------------- | ---------------------------- | ---------------------------- | ---------------------------- | ---------------------------- | ---------------------------- | ---------------------------- | ---------------------------- | ---------------------------- |
| الدرجة القصوى °م (°ف)             | 47.3 (117.1)                 | 45.5 (113.9)                 | 43.6 (110.5)                 | 39.6 (103.3)                 | 36.5 (97.7)                  | 34.3 (93.7)                  | 34.0 (93.2)                  | 37.5 (99.5)                  | 41.5 (106.7)                 | 43.8 (110.8)                 | 45.8 (114.4)                 | 46.6 (115.9)                 | 47.3 (117.1)                 |
| متوسط درجة الحرارة الكبرى °م (°ف) | 37.1 (98.8)                  | 35.9 (96.6)                  | 34.7 (94.5)                  | 31.6 (88.9)                  | 27.1 (80.8)                  | 23.8 (74.8)                  | 23.6 (74.5)                  | 26.1 (79.0)                  | 30.3 (86.5)                  | 34.0 (93.2)                  | 36.2 (97.2)                  | 37.5 (99.5)                  | 31.5 (88.7)                  |
| متوسط درجة الحرارة الصغرى °م (°ف) | 23.2 (73.8)                  | 22.6 (72.7)                  | 20.4 (68.7)                  | 16.5 (61.7)                  | 12.0 (53.6)                  | 8.3 (46.9)                   | 7.2 (45.0)                   | 8.5 (47.3)                   | 12.6 (54.7)                  | 17.0 (62.6)                  | 20.1 (68.2)                  | 22.3 (72.1)                  | 15.9 (60.6)                  |
| أدنى درجة حرارة °م (°ف)           | 13.4 (56.1)                  | 14.5 (58.1)                  | 8.7 (47.7)                   | 2.9 (37.2)                   | 0.5 (32.9)                   | −1.5 (29.3)                  | −2.9 (26.8)                  | −0.9 (30.4)                  | 2.0 (35.6)                   | 4.2 (39.6)                   | 9.3 (48.7)                   | 11.8 (53.2)                  | −2.9 (26.8)                  |
| معدل هطول الأمطار مم (إنش)        | 77.3 (3.04)                  | 77.1 (3.04)                  | 54.4 (2.14)                  | 34.3 (1.35)                  | 24.4 (0.96)                  | 18.8 (0.74)                  | 18.6 (0.73)                  | 10.9 (0.43)                  | 11.9 (0.47)                  | 22.5 (0.89)                  | 29.2 (1.15)                  | 54.5 (2.15)                  | 433.9 (17.09)                |
| المصدر: BOM                       |                              |                              |                              |                              |                              |                              |                              |                              |                              |                              |                              |                              |                              |

## أعلام
- جون موراي
- جو لودفيغ
- ماثيو سكوت
- كين ديفيز